# Дербетовка
Дербе́товка — село в составе Апанасенковского района (муниципального округа) Ставропольского края России.

## Этимология названия
По сведениям В. Г. Гниловского, название селения происходит от живших здесь «Дербетова рода кочевников», то есть населявшие селение калмыки, принадлежали к племени дербет. Согласно другой трактовке, название села образовано от калмыцкого слова «дербет» — четыре и в данном случае означает, что населявшие эту местность (Дербетовский улус) калмыки имели четыре войсковых соединения. 
Другое название — Сладкие Копани — связано с наличием в селе колодцев («копаней») пресной воды, которая была очень приятной на вкус («сладкой»).

## География
Расположено село в северо-восточной части Ставропольского края, в Кумо-Манычской впадине вокруг балки Сладкие копани. По его территории протекает река Калаус, имеется несколько прудов и водоёмов. Рельеф преимущественно равнинный, природные ресурсы представлены светло-каштановыми почвами.
Через село проходит федеральная автомобильная дорога Р216 Астрахань — Ставрополь.
Расстояние до краевого центра: 120 км.
Расстояние до районного центра: 23 км.

## История
Поселение основано в 1863 году на земле калмыков переселенцами из Полтавской, Харьковской, Черниговской и Воронежской губерний. Основано в балке Сладкие Копани на Царицынском тракте.
В архивных документах имеются сведения о том, что 29 июля (10 августа) 1861 года станица Дербетовка была преобразована в село. В частности, в письме Ставропольской палаты государственных имуществ от 11.08.1861, хранящемся в ГАСК, указано следующее:

Палата Государственных Имуществ во исполнение Высочайшего повеления, изложенного в предложении Г. Ставропольскаго Гражданскаго Губернатора от 29 июля [1861 года] за № 4295, находящиеся на Калмыцкой степи Ставропольской Губернии станицы Дивную, Винодельную, Предтечу, Дербетовку наименов[нрзб] селениями…— 
По состоянию на 1873 год село Дербетовское (Сладкие Копани) входило в состав Виноделенской волости Новогригорьевского уезда Ставропольской губернии. На тот момент в нём было 235 дворов и 1403 жителей (712 мужчин и 691 женщина); имелись церковь, хлебный общественный магазин, 2 питейных дома и 2 лавки. Национальный состав — русские и украинцы; вероисповедание — православие:41.
Во второй половине 1890-х годов село состояло из 577 дворов с 680 домами и деревянной, крытой железом, церкви в честь Покрова Пресвятой Богородицы (построена в 1870 году). По окладным листам в Дербетовском на тот момент числилось 1009 ревизских душ, а по посемейным спискам — 2506 мужчин и 2389 женщин.
В 1921 году в Дербетовском были образованы сельскохозяйственные товарищества «Скотовод», «Свободный Пахарь», «Паевое», «Надежда».
По состоянию на 1926 год село являлось центром Дербетовского сельсовета Виноделенского района Ставропольского округа Северо-Кавказского края. Согласно первой Всесоюзной переписи населения 1926 года в селе проживало 5 759 человек, из них украинцев — 5 559:257.
В 1930—1946 годах на территории Ставропольского края располагались 2 спецзоны НКВД — Арзгирская (в Арзгирском районе) и Дивненская (в Апанасенковском районе), куда выселялись репрессированные крестьяне со всей территории Северного Кавказа. В состав Дивненской спецзоны в частности входили населённые пункты Дивное, Дербетовка, Киевка, Киста, Малая Джалга, Новая Киста и Маки, имевшие статус «спецпосёлков режимного типа».

…5 сентября [1930 года] в [Дивненскую] зону прибыл первый эшелон спецпереселенцев с Кубани. Затем в спецзону были доставлены и семьи, высланные с Дона. Позже — раскулаченные крестьяне из разных районов Ставропольской губернии, других мест Северного Кавказа. Согнанные в «спецартели» крестьяне на неплодородных землях должны были выращивать хлопок, что в условиях безводья было абсурдом. Спецкомендатуры системы ГУЛАГа НКВД регламентировали порядок жизни более чем 45 тысяч переселенцев, изгнанных из родных сёл и станиц. Для обозначения этих переселенцев был ещё один термин — «лишенцы». Они были лишены не только имущества, но и гражданских прав.— Ивановский В. «Кого „раскулачивали“ большевики»
В начале 1939 года жителей населённых пунктов, относившихся к Дивненской спецзоне, формально восстановили в правах.
На 1 марта 1966 года село — центр Дербетовского сельсовета Апанасенковского района Ставропольского края. В подчинении сельсовета находилось село Новая Киста:8.
До 16 марта 2020 года село было административным центром упразднённого Дербетовского сельсовета.

## Население
| 1873  | 1897  | 1903  | 1908  | 1925  | 1926  | 1989  |
| ----- | ----- | ----- | ----- | ----- | ----- | ----- |
| 1403  | ↗4605 | ↗5447 | ↗7289 | ↘5046 | ↗5759 | ↘2136 |
| 2002  | 2010  | 2012  | 2014  | 2021  |       |       |
| ↘2006 | ↘1845 | ↗1911 | ↘1800 | ↗1844 |       |       |

По данным переписи 2002 года в национальной структуре населения преобладают русские (83 %).

## Инфраструктура
- Администрация Дербетовского сельсовета
- Дом культуры
- Врачебная амбулатория
- Сбербанк, Доп.офис № 5241/06
- В юго-западной части села расположено общественное открытое кладбище площадью 65000 м²[30]

## Образование и воспитание
- Детский сад № 8 «Солнышко»
- Средняя общеобразовательная школа № 6
- Детский дом-интернат для умственно отсталых детей
- Семейный детский дом[31]

## Экономика
- Сельскохозяйственный производственный кооператив (колхоз) им. Апанасенко[32].
- Железнодорожная станция Минераловодского региона Северо-Кавказской железной дороги
- Колхоз «За коммунизм». Упоминается в 1942-1950 годах[33]
- Колхоз «Красный Октябрь». Упоминается в 1941-1950 годах[33]

## Русская православная церковь
- Покровская церковь. Утрачена. В 1862 году построен деревянный под камышовой крышей молитвенный дом. В 1870 году построена деревянная на каменном фундаменте церковь с колокольней. Освящена в 1872 году[34].
- Церковь Покрова Пресвятой Богородицы. Построена между 2003 и 2009 годами.

## Люди, связанные с селом
- Жолобов Анатолий Прохорович (1930) - бывший тракторист колхоза имени Апанасенко, награждён орденами Трудового Красного знамени, Октябрьской революции, золотой и бронзовой медалями ВДНХ[35]
- Калько Константин Яковлевич (1931) - бывший заместитель механика колхоза имени Апанасенко, награждён орденом «Знак Почёта»[36]
- Кочергин Вячислав Иванович (1953) - бывший водитель колхоза им. Апанасенко, награждён орденом Трудовой Славы III степени[37]
- Харченко Анатолий Дмитриевич (6 марта 1931 года — 15 июля 2019 года[источник не указан 2162 дня]) — механизатор колхоза имени Апанасенко, кавалер орденов Трудового Красного Знамени, Октябрьской революции, медали «За доблестный труд. В ознаменование 100-летия со дня рождения Владимира Ильича Ленина», золотой и бронзовой медалей ВДНХ[38].

## Памятники
- Мемориал погибшим воинам-дербетовцам. Установлен в 1986 году[39].
- Обелиск в честь установления советской власти в селе Дербетовка. 	1970 год.  261711055230005
- Памятник героям гражданской войны. 1950  год.  261711164010005